# Sarah Chaâri
Sarah Chaâri (2 de maio de 2005) é uma taekwondista belga.

## Carreira
Chaâri conseguiu a medalha de ouro no evento leve feminino no Campeonato Mundial de Taekwondo de 2022 em Guadalajara, México e se tornou a primeira campeã mundial de taekwondo feminina da Bélgica. Ao fazer isso, ela também se tornou a primeira lutadora de taekwondo a ganhar ouro no Campeonato Mundial Júnior e Sênior no mesmo ano. Chaâri, que subiu para a divisão sênior em 2022, já havia conquistado o ouro no Campeonato Mundial Júnior de Taekwondo de 2022 em Sófia em agosto.
Chaâri ganhou uma medalha de ouro nos Jogos Europeus de 2023 no evento feminino de 62 kg. Ela também venceu a final do evento feminino de 67 kg do Grand Prix Mundial de Taekwondo de 2023 em Manchester. Em maio de 2024, Chaâri tornou-se campeã europeia ao derrotar a atual campeã mundial Magda Wiet-Henin, da França, na final da categoria 67 kg.
Nos Jogos Olímpicos de Verão de 2024, em Paris, conquistou a medalha de bronze na categoria de até 67 kg.